# Мортен, Александер
Александер Мортен (англ. Alexander Morten; 15 ноября 1831 — 24 февраля 1900), также известный как Алек Мортен (англ. Alec Morten) — английский футболист, вратарь. Выступал за клубы «Ноу Нейм Клаб», «Уондерерс» и «Кристал Пэлас». Также провёл один матч за национальную сборную Англии. В начале 1870-х годов считался одним из лучших вратарей в мире.

## Клубная карьера
Уроженец Паддингтона, Мортен выступал за лондонский клуб «Ноу Нейм Клаб» с 1863 по 1866 год, после чего стал игроком клуба «Кристал Пэлас», за который играл до 1874 года.
С 1865 по 1874 год также выступал за «Уондерерс». Дебютировал за клуб 16 декабря 1865 года. Провёл за клуб 24 матча, последний из них — против клуба «Ройал Энджинирс».

## Карьера в сборной
5 марта 1870 года Мортен сыграл за сборную Шотландии в «неофициальном» матче против сборной Англии. Секретарь Футбольной ассоциации Чарльз Олкок хотел, чтобы Мортен сыграл в качестве вратаря англичан в первом официальном международном матче сборных, но из-за травмы Мортен не смог принять участие в той игре, и его заменил Роберт Баркер.
Мортен стал первым вратарём, который вывел на поле сборную Англии с повязкой капитана. Это произошло 8 марта 1873 года: Англия обыграла Шотландию со счётом 4:2.
На момент дебюта был самым возрастным игроком сборной Англии (41 год, 3 месяца и 21 день; впоследствии рекорд был побит Стэнли Мэттьюзом в 1957 году) и по сей день является самым возрастным капитаном сборной Англии в истории. Также он родился раньше любого другого футболиста, когда-либо игравшего за национальные футбольные сборные. Также является самым возрастным дебютантом в истории европейского футбола.

## После завершения карьеры игрока
Работал в совете Футбольной ассоциации в 1874 и 1875 году. Также был футбольным судьёй и биржевым брокером.